# Los Naranjos 2da. Sección, Huimanguillo
Los Naranjos 2da. Sección är en ort i Mexiko.   Den ligger i kommunen Huimanguillo och delstaten Tabasco, i den sydöstra delen av landet, 600 km öster om huvudstaden Mexico City. Los Naranjos 2da. Sección ligger 38 meter över havet och antalet invånare är 571.
Terrängen runt Los Naranjos 2da. Sección är mycket platt. Runt Los Naranjos 2da. Sección är det ganska tätbefolkat, med 60 invånare per kvadratkilometer. Närmaste större samhälle är Cárdenas, 14,0 km norr om Los Naranjos 2da. Sección. Trakten runt Los Naranjos 2da. Sección består till största delen av jordbruksmark.